# Fontinalis mac-millanii
Fontinalis mac-millanii är en bladmossart som beskrevs av Jules Cardot 1896. Fontinalis mac-millanii ingår i släktet näckmossor, och familjen Fontinalaceae. Inga underarter finns listade i Catalogue of Life.